# Radiopreis der Erwachsenenbildung Österreich
Der Radiopreis der Österreichischen Erwachsenenbildung wird seit 1998 an österreichische Radioproduktionen verliehen, die erwachsenenbildnerisch besonders wertvoll sind. Die preisstiftenden Verbände sind die Arbeitsgemeinschaft Bildungshäuser Österreich, der Büchereiverband Österreichs, der Verband Österreichischer Volkshochschulen (VÖV) und das Wirtschaftsförderungsinstitut der österreichischen Wirtschaftskammer.
Der Radiopreis wird in den Sparten Kultur, Information, Bildung (Eduard-Ploier-Preis), prozessorientiertes/interaktives Radio und Sendereihen/Themenschwerpunkte verliehen. In der Jury sitzen Journalisten von Printmedien sowie je zwei Vertreter der preisstiftenden Verbände. Der VÖV führt den Vorsitz.

## Preisträger

### 1998–1999
1998
- Bildung (Eduard-Ploier-Preis): Amélie Sztatecsny, Peter Warta für Die tragische Figur des Dr. Kurt Schuschnigg: ORF/Ö1 Journal Panorama
- Information: Alfred Koch für Der Brecht-Boykott in Österreich, 1953-63: ORF/Ö1 Tonspuren
- Kultur: Dolores Bauer für Das MAI ist gekommen. Ein Quantensprung in der Globalisierung: ORF/Ö1 Aufbrüche

1999
- Sparte Bildung (Eduard-Ploier-Preis): Susanne Pauser, Wolfgang Ritschl für Neues Deutsch – Modernisierungstrends unserer Sprache: ORF/Ö1 Radiokolleg
- Information: Johannes Kaup für 12 Schritte in ein neues Leben – die Selbsthilfegruppen der Anonymen Süchtigen: ORF/Ö1 Radiokolleg
- Kultur: Dorothee Frank, Wolfgang Kos, Stella Rollig, Roland Schöny für Zur Person: Maria Lassnig, Malerin. Über Körperempfindungen und Gedankenfarben: ORF/Ö1 Diagonal – Radio für Zeitgenoss/innen

### 2000–2009
2000
- Bildung (Eduard-Ploier-Preis): Peter Lachnit für Als die Chinesen gelb wurden – Eine kleine Archäologie des Rassismus: ORF/Ö1 extra
- Information: Peter Waldenberger, Peter Zimmermann für Der Fall Marcus Omofuma.- Oder die abgeschobene Wahrheit: ORF/Ö1 Hörbilder Spezial
- Kultur: Thomas Edlinger, Fritz Ostermayer für Im Sumpf: ORF/FM4
- Prozessorientiertes/interaktives Radio: Sophie Wöginger-Mummbauer für Die letzten Tage: Radio Stephansdom Thema des Tages
- Prozessorientiertes/interaktives Radio: Tamara Kapus, Franz Rulitz für Youth-Art-Peace-Network: Radio DVA-AGORA Ein interkultureller Theaterworkshop in Palästina und Israel:

2001
- Bildung (Eduard-Ploier-Preis): Sabine Auckenthaler, Matthias Bernhart, Gerhard Knell für Imagining Austria – imaginiertes Österreich: Gegensprechanlage auf Radio Orange 94.0
- Information: Gerald Navara, Elisabeth Stratka für Der steirische Schindler: ORF/Ö1
- Information: Bernadette Spitzer für Afrikas Frauen im Aufbruch: Radio Stephansdom
- Kultur: Willi Resetarits, Rainer Rosenberg für Die Willi Resetarits Radioshow: ORF/Ö1 Produktionsgruppe Spezialprogramme
- Prozessorientiertes/interaktives Radio: Stefan Tichy für Eingeladen vom Betriebsrat: Das Arbeitsweltradio auf Radio Orange 94.0
- Prozessorientiertes/interaktives Radio: Elisabeth Scharang für Jugendzimmer: ORF/FM4

2002
- Bildung (Eduard-Ploier-Preis): Mary Kreutzer, Thomas Schmidinger für Äxte gegen Technokraten Context XXI Radio Produktion, gesendet von Radio Orange 94.0, Radio Helsinki, Radio FRO und Radio DVA-AGORA
- Information: Philip Scheiner für Dr. Yeboah, 18 Uhr! – Eine Stunde Alter und Vergesslichkeit: ORF/Ö1 Hörbilder
- Kultur: Albert Hosp für Ausgewählt – Aktuelles vom Plattenmarkt: ORF/Ö1
- Prozessorientiertes/interaktives Radio: Projektteam Sprechen Sie unsere Sprache? Orange! für Sprechen Sie unsere Sprache? Orange!: von Radio Orange 94.0

2003
- Bildung (Eduard-Ploier-Preis): Elisabeth Ohnemus für abc für Erwachsene – Analphabetismus in Österreich: ORF/Ö1 Journal Panorama
- Information: Johann Kneihs, Peter Lachnit, Michael Schrott für Stalin – Staatsterror und Verheißung: ORF/Ö1 Diagonal – Radio für Zeitgenoss/innen
- Kultur: Ursula Siller  für Der rote Teppich: ORF/Ö1 Hörbilder spezial

2004
- Bildung (Eduard-Ploier-Preis): Claudia Kuschinski-Wallach für Von Heilkunst und Heilwissenschaft: ORF/Ö1 Radiokolleg
- Information: Radiogruppe Die Gfrasta, Wolfgang Mory  für Ist ‚6‘ gefährlich? RADIO-BANDe: Radio Orange 94.0
- Kultur: Felix Mitterer, Martin Sailer für Die Beichte: ORF/Radio Tirol Hörspielstudio
- Prozessorientiertes/interaktives Radio: Clemens Fantur, Stefan Trischler, Robert Zikmund für Soundpark: ORF/FM4

2005
- Bildung (Eduard-Ploier-Preis): Martina Frühwirth, Andrea Hauer, Nora Kirchschlager, Peter Lachnit, Ulrike Schmitzer, Michael Schrott für 60 Stunden-Woche – Immer mehr Arbeit für immer weniger Leute?: ORF/Ö1 Diagonal – Radio für Zeitgenoss/innen
- Information: Elisabeth Scharang für Elisabeth Scharang besucht Elfriede Jelinek: ORF/FM4 Doppelzimmer Spezial
- Kultur: Anna Sophie Helen Hutter, Kurt Reissnegger für Kinderlieder – für Dich und mich: ORF/Ö1 Spielräume Spezial
- Kurzsendungen: Alexander Pollak für Das Gedenk-/Dank-/Gedanken-Jahr 2005: Radio Orange 94.0 Radio Stimme

2006
- Bildung (Eduard-Ploier-Preis): Ulrike Schmitzer für Trafficking in Women. Forschung über Frauenhandel, Prostitution und Ausbeutung: ORF/Ö1 Dimensionen
- Information: Monika Halkort für Wir sind der Iran – Alltagsnotizen einer Gesellschaft im Untergrund: ORF/Ö1 Tonspuren
- Information: Eva Reinbacher für Westsahara – Der vergessene Konflikt: Radio Orange 94.0 Globale Dialoge
- Kultur: Mischa Zickler (Buch, Regie) und Zita Bereuter (Produktion) für Junk – Das Leben eine Seifenoper: ORF/FM4[2]
- Kurzsendungen: Renate Pliem für Vom Leben der Natur: ORF/Ö1
- Prozessorientiertes/interaktives Radio: Dieter Treber für Das europäische Haus: Radio DVA-AGORA Šolska soba SchülerInnenradio

2007
- Bildung (Eduard-Ploier-Preis): Georg Wimmer für Chicles, Cigarillos, Caramelos. Der Streit um die Kinderarbeit: Radiofabrik 107,5
- Information: Karin Lehner für Fahrendes Volk – Zur Geschichte der jenischen Minderheit: ORF/Ö1 Radiokolleg
- Kultur: Ulla Ebner für Anacaona – eine Fußnote der kubanischen Musikgeschichte. Frauen-Combos im Kuba der 1930er: Radio Orange 94.0 Globale Dialoge – Women on Air
- Kurzsendungen: Alexander Pollak für Erkennen Sie die blassrote Handschrift?: Radio Orange 94.0 Radio Stimme
- Sendereihen/Themenschwerpunkte: Ernest Hauer für Journal Panorama: ORF/Ö1

2008
- Bildung (Eduard-Ploier-Preis): Pamela Neuwirth für FROzine: Ziviler Ungehorsam: Radio FRO FROzine
- Bildung (Eduard-Ploier-Preis): Schüler der Klasse 4C des Christian-Doppler-Gymnasium Salzburg, Erich Themmel, Georg Wimmer für Das Zigeunerlager Salzburg-Maxglan. Vorhof zum KZ. Ein HörMahnmal: Radiofabrik 107,5
- Information: Franz Zeller für Böses Blut. 75 Jahre Tuskegee Syphilis-Studie: ORF/Ö1 Dimensionen
- Kultur: Ulla Ebner für Medea hinter Gittern. Ein Häfn-Theater: Radio Orange 94.0 Globale Dialoge – Women on Air
- Kurzsendungen: Veronika Weidinger für Follow the Women: ORF/FM4 Connected
- Sendereihen/Themenschwerpunkte: Ina Zwerger für Radiokolleg: ORF/Ö1 Radiokolleg

2009
- Bildung (Eduard-Ploier-Preis): Peter Waldenberger für Slums – wo die Armen Städte bauen: ORF/Ö1 Diagonal – Radio für Zeitgenoss/innen
- Information: Stefan Hauser für Hilfe aus der Verschuldung: Radio Stephansdom
- Kultur: Maria Reininger für Verbotene Musik – Mbira, Rai, Singen im Iran: ORF/Ö1 Radiokolleg
- Kurzsendungen: Martin Adel, Robert Weichinger für Betrifft: Geschichte: ORF/Ö1
- Prozessorientiertes/interaktives Radio: Eveline Karl, Jürgen Lichtmannegger, Kinderradiogruppe Squirrelkids für 40 Jahre Mondlandung Kinderradio – Squirrelkids On Air: Radiofabrik 107,5
- Sendereihen/Themenschwerpunkte: Susanna Niedermayr, Ursula Strubinsky für Zeit-Ton: ORF/Ö1
- Sendereihen/Themenschwerpunkte: Eva Roither für Hörbilder: ORF/Ö1

### Ab 2010
2010
- Kultur: Ina Zwerger und Albert Hosp für Radiokolleg – Musikviertelstunde (ORF/Ö1)
- Information: Georgia Schultze für Frauen als Ware (ORF/Ö1)
- Bildung (Eduard-Ploier-Preis): Ulrike Wüstenhagen für Ke Nako – Afrika jetzt (ORF/Ö1)
- Interaktiv-Experimentell: Thomas Edlinger und Fritz Ostermayer für Im Sumpf (ORF/FM4) sowie die Gestalter von Radiokunst von Blinden und Sehenden (Radiofabrik – Freier Rundfunk Salzburg)
- Sendereihen: Franz Tomandl für Dimensionen (ORF/Ö1)
- Kurzsendungen: Franz Zeller für Digital.Leben (ORF/Ö1)
- Sendungen von Kindern und Jugendlichen: Evelyn Blumenau, Walter Kreuz für Jüdische Städte – Jüdische Geschichte (Radio Orange)

2011
- Kultur: Alois Hotschnig und Martin Sailer für Die kleineren Reisen (ORF/Radio Tirol)
- Information: Eva Schmidhuber für Mein Salzburg – von unten, oben und mittendrin (Radiofabrik – Freier Rundfunk Salzburg)
- Bildung (Eduard-Ploier-Preis): Hildegard Griebl-Shehata für Leben erfahren – Lebensgeschichten hörbar gemacht (Radio FRO)
- Sendereihen: Franz Zeller und Wolfgang Ritschl für matrix – computer & neue medien (ORF/Ö1)
- Kurzsendungen: Rudi Ortner, Veronika Weidinger, Irmi Wutscher für 100 Years of Memory (ORF/FM4)
- Sendungen von Kindern und Jugendlichen: Evelyn Blumenau, Walter Kreuz für Ü-Staben und Ü-Dichte – frei nach Jandl! (Radio Orange)

2012
- Kultur: Martina Jung für Martinas Buchtipps im April 2012 (Radio Orange)
- Information: Das Team von Körperkult – Tattoos, Piercing, Zunge spalten? (Radiofabrik – Freier Rundfunk Salzburg)
- Bildung (Eduard-Ploier-Preis): Günter Kaindlstorfer für Der Freiheit eine Gasse (ORF/Ö1)
- Sendereihen: Elisa Vass für Journal Panorama (ORF/Ö1)
- Kurzsendungen: Radio Stimme für Straßenbefragung (Radio Orange)

2013
- Kultur: Anna Neubauer für Engel tanzen um mich und Tanja Pogoriutschnig für Vogelgezwitscher (Radio Agora)
- Information: Susanne Ayoub und Erich Rietenauer für Almas kleiner Fotograf (ORF/Ö1)
- Bildung (Eduard-Ploier-Preis): Werner Gruber, Heinz Oberhummer, Martin Puntigam für Science Busters (FM4)
- prozessorientiertes/interaktives Radio: Hans Georg Nicklaus für WAGner Dich (ORF/Ö1)
- Kurzsendungen: Hans Peter Graß, Lisa Kaufmann, Mirjam Winter für KiZnewZ – Wir und die Welt (Radiofabrik – Freier Rundfunk Salzburg)
- Sendereihen: Ina Zwerger für Radiokolleg (ORF/Ö1)

2014
- Kultur: Michael Huemer für Paco de Lucía – Die sechs Saiten meines Lebens (Radio OÖ)
- Information: Ted Knops, Pirmin Styrnol für Vollkontakt auf 40 Rollen – Die Mädels vom Vienna Rollerderby (Momente des Sports/Radio Orange 94.0)[4]
- Bildung (Eduard-Ploier-Preis): Helene Belndorfer und Alfred Koch für Zwischen Kreuz und Galgen – Der Publizist Kurt Neumann und der Februar 1934 (ORF/Ö1)
- prozessorientiertes/interaktives Radio: Erika Preisel für Pangea Lingua (FRS – Freies Radio Salzkammergut)
- Kurzsendungen: Matteo Coletta für Stimmen aus den Schützengräben. Zeugnisse von den Fronten des Ersten Weltkrieges (Radiofabrik – Freier Rundfunk Salzburg)
- Sendereihe: Alexander Bachl für Moment am Sonntag (ORF/Ö1)

2015
- Kultur: Irene Suchy und Hans Georg Nicklaus für Musik, Markt, Medien (ORF/Ö1)
- Information: Ernst Weber für Intersex: Ein Leben zwischen den Geschlechtern (ORF/Ö1)
- Bildung/Wissenschaft (Eduard-Ploier-Preis): Ina Zwerger für Wenn Erwachsene lesen und schreiben lernen. Bildungsbenachteiligung in Österreich (ORF/Ö1)
- Sendereihen: Matthias Däuble für Help – Das Konsumentenmagazin (ORF/Ö1)
- Kurzsendung: Natalie Brunner, Mahdi Rahimi, Stefan Trischler und Ole Weinreich für HipHop-Lesekreis (ORF/FM4)
- Interaktive und experimentelle Produktionen: Evelyn Ritt für Radio Mwabonwa: Extended Teamwork On Air (Freies Radio Salzkammergut)[5]

2016
- Kultur: „Dürre Jahre“ – Hörspiel von Helene Flöss in einer Bearbeitung von Martin Sailer
- Information: „I bin froh, wann i di Zeit umedraht hab – 40 Jahre später“, Ö1 –  Moment am Sonntag: Rainer Rosenberg
- Bildung/Wissenschaft (Eduard-Ploier-Preis): „Ich und die Anderen. Philosophische Betrachtungen über das Leben in einer pluralisierten Gesellschaft“, Dimensionen-Vorlesungen: Isolde Charim
- Sendereihen: „Oral History: LEBENSWEGE – Hörbilder“, Erika Preisel
- prozessorientiertes/interaktives Radio: „50 Hz – gefragt, gesagt, gespielt, gehört“, Miriam Hübl, Shafiq Islami, Adele Knall, Ammar Nasser, Lisa Puchner, Teresa Schwind

2017
- Kultur: Helga Gutwald für Gedichte sind gemalte Fensterscheiben über Else Lasker-Schüler (Radio B138)
- Information: Ernst Weber für Unser Mann in Havanna (Ö1-Reihe Hörbilder) und Julia Gindl, Anna Masoner und Franz Zeller für Wie Uber, Foodora und Co die Gesellschaft verändern (Ö1)
- Bildung und Wissenschaft (Eduard Ploier-Preis): Juliane Nagiller für die Gestaltung des Ö1-Radiokolleg zu Working Poor
- Sendereihen: Elisa Vass für die Ö1-Reihe Journal Panorama
- interaktive und experimentellen Produktionen: Evelyn Blumenau und Walter Kreuz für Berufswelten. Ein Horch-Around-Corner (Radio Orange)[6][7]

2018
- Kultur: Roberta Hofer für Die vergessenen Bergwerke Höttings (Reihe "Hörlabor", Freies Radio Innsbruck – Freirad)
- Information: Claudia Gschweitl für Ich bin der, den jeder Politiker kennt (Ö1-Reihe Tonspuren)
- Bildung und Wissenschaft (Eduard Ploier-Preis): Julia Hofbauer für Mir lebn ejbig (Reihe Radiostimme, Radio Orange 94.0 – Das Freie Radio in Wien)
- Sendereihen: Rosemarie Burgstaller, Robert Weichinger, Hanna Ronzheimer und Michael Liensberger für die Ö1-Spezialsendereihe Betrifft: Österreich
- Interaktive und experimentellen Produktionen: Katharina Scharinger und Carla Stenitzer samt der damaligen 7. Klasse des Erzbischöflichen Privatgymnasiums Borromäum für Fake News (Reihe Jugendradio der Radiofabrik – Freier Rundfunk Salzburg)[8][9]

2019
- Kultur: „Auf dem Weg nach Tschuschistan. Das Duo EsRaP im Talk bei Art Beat“ (Radio NJOY 91.3) und das Hörspiel „Märzengrund“ von Felix Mitterer (Autor) und Martin Sailer (Regie; ORF Tirol)[10]
- Information: Ö1-Beitrag „X – Der Joker unter den Zeichen“ nach einem Sendungskonzept von Roman Tschiedl und Peter Waldenberger in der Reihe „Diagonal – Radio für Zeitgenoss/innen“[11][12]
- Bildung und Wissenschaft (Eduard Ploier-Preis): Katharina Gruber für die Sendung „Wenn Forschung nicht hält, was sie verspricht. Die Replikationskrise und was die Wissenschaft daraus gelernt hat“ (Ö1-Reihe „Dimensionen“)
- Sendereihen: Max Mayr für „Projekt Clusterfuck“ (Freies Radio Innsbruck – FREIRAD)
- interaktive und experimentellen Produktionen: Hildegard Jöller und Walther Moser für die Sendung „Schreibwerkstatt Gratwein-Straßengel“ (Radio Helsinki – Verein Freies Radio Steiermark)

### Ab 2020
2020
- Kultur: „Lass dich heimgeigen, Vater oder Den Tod ins Herz mir schreibe“, Hörspiel Alice Elstner[13]
- Information:	„Mahmoud und die Kunst des Kopiergesprächs“, Offenes Fenster: Evelyn Blumenau, Walter Kreuz
- Bildung (Eduard-Ploier-Preis): „Es gab nicht nur eine DDR. Ansichten und Rückblicke aus dem deutschen Osten“; Radiokolleg Renata Schmidtkunz
- prozessorientiertes/interaktives Radio: „Was ist normal?“, Radiofabrik Workshop Productions, Alexander Naringbauer, Klasse 7M des MORG Grödig (Schuljahr 2019/20)
- Sendereihe: „Im Sumpf: Divided States of America“, Thomas Edlinger

2021
- Kultur: „Laute Nächte“, Hörspiel: Autor Thomas Arzt, Regie: Andreas Jungwirth[14][15]
- Dokumentation, Information: „Darf's ein bisserl weniger sein? SystemerhalterInnen: viel Arbeit, wenig Lohn“, Hörbilder, Johanna Hirzberger
- Bildung (Eduard-Ploier-Preis): „Faszination des Bösen – Die Psychologin Ulrike Schiesser über Verschwörungstheorien und diffuse Ängste in unserer Gesellschaft“, Gedanken, Claudia Gschweitl
- Sendereihe und Themenschwerpunkte: „Neue Mobilität in Österreich? Ein Radio-Roadtrip gibt Antworten“, Themenschwerpunkte der Freien Radios: Redaktionsteams von allen 14 Freien Radios
- Gespräche, Debatten:„Tontcho Nikov – Gemeinderat und Polizist im Interview“, Regionale Weltmusik: Tino Liangos, Florian Schmiedecker

2022
- Kultur: Julia Reuter für den Ö1-Tonspuren-Beitrag Die Hirtenberger Patronenfrauen. Didi Drobnas Roman ‚Was bei uns bleibt‘[16][17]
- Dokumentation, Information: Johanna Hirzberger für den Ö1-Hörbilder-Beitrag Am Wendepunkt – Sihaam Abdillahi #blacklifematters
- Gespräche, Debatten: Die Redaktion, Alexandra Augustin für die Moderation und Claus Pirschner für die Sendungsverantwortung für den FM4-Auf Laut-Beitrag #MeToo in der österreichischen Filmbranche
- Bildung/Wissenschaft (Eduard Ploier-Preis): Magdalena Stammler für die Reihe Confirm.Humanity, ausgestrahlt vom Freien Radio Salzkammergut
- Sendereihen, Themenschwerpunkte: 
  - Johannes Kaup für die Gesamtredaktion der Ö1-Radiokolleg-Sendereihe Wie gehen wir mit dem Sterben um? – Nachdenken über Suizidbeihilfe, Palliativmedizin und Sterbebegleitung
  - die Redaktionsteams der 14 Freien Radios in Österreich für den Themenschwerpunkt Who cares? Arbeit feministisch betrachtet unter der Koordination von Dorota Trepczyk